# Cáceres Ciudad del Baloncesto
Il Cáceres Ciudad del Baloncesto è una società cestistica avente sede a Cáceres, in Spagna. Fondata nel 2007 dalla fusione delle due squadre della città, il San Antonio e il più famoso Cáceres Club Baloncesto, club sorto nel 1961 e scomparso nel 2006. Gioca nella Liga LEB Oro.
Disputa le partite interne nel Ciudad de Cáceres, che ha una capacità di 6.500 spettatori.

## Collegamenti esterni

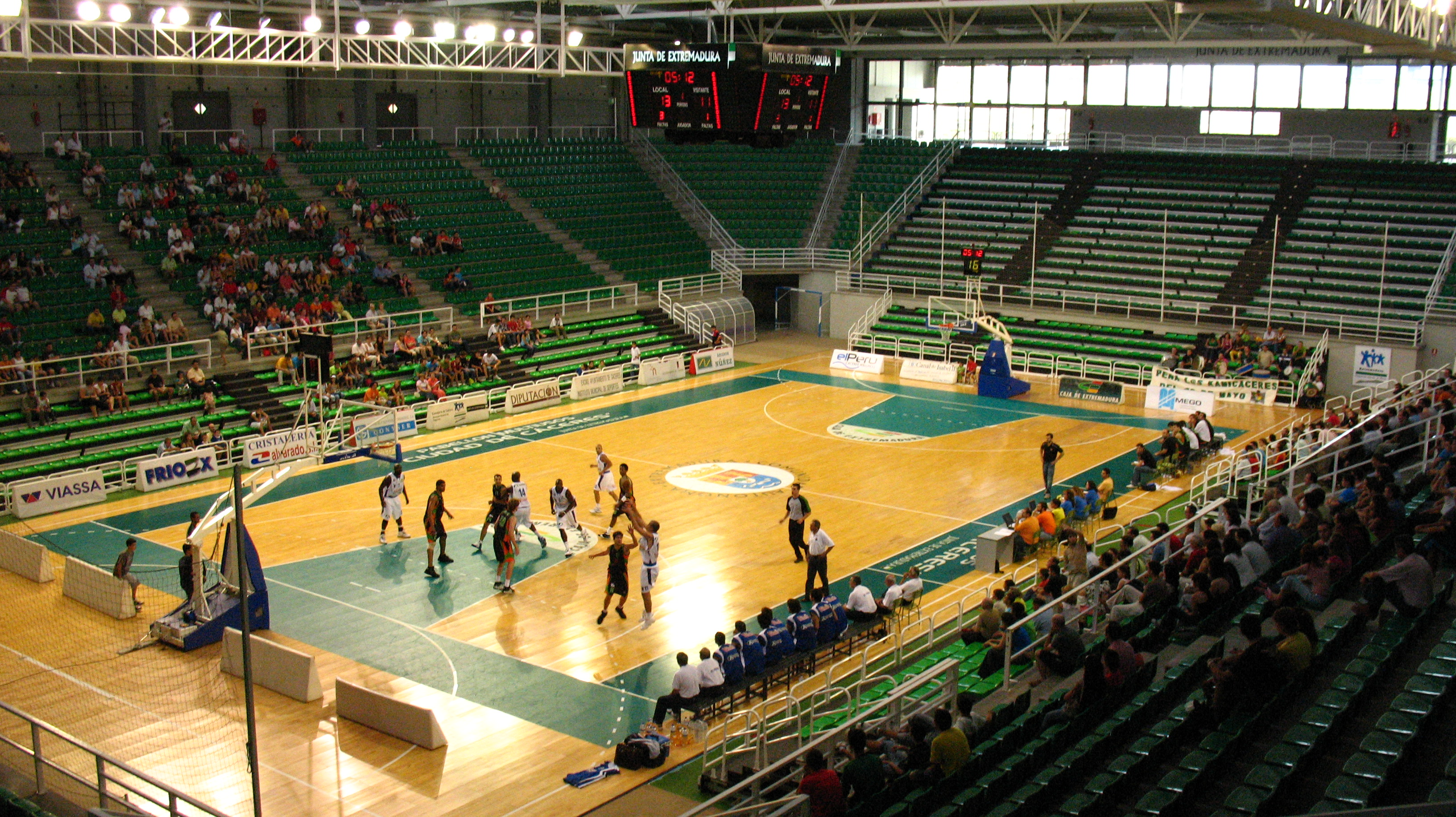
Pabellón Ciudad de Cáceres

## Roster

### 2009-2010
| N° | Naz.                   | Ruolo | Sportivo                 |  | Alt. |  |
| -- | ---------------------- | ----- | ------------------------ |  | ---- |  |
| 4  | Stati Uniti (bandiera) | C     | Drew Naymick             |  | 208  |  |
| 5  | Stati Uniti (bandiera) | P     | Perico Sala              |  | 178  |  |
| 6  | Libia (bandiera)       | AG    | Randy Holcomb            |  | 206  |  |
| 7  | Islanda (bandiera)     | P     | Pavel Ermolinskij        |  | 202  |  |
| 8  | Spagna (bandiera)      | C     | Juan Sanguino            |  | 205  |  |
| 9  | Spagna (bandiera)      | AP    | Francis Sánchez          |  | 201  |  |
| 10 | Grecia (bandiera)      | AP    | Giōrgos Dedas            |  | 198  |  |
| 11 | Spagna (bandiera)      | P     | Alejandro González López |  | 185  |  |
| 12 | Spagna (bandiera)      | AG    | Diego Aníbal Guaita      |  | 206  |  |
| 13 | Spagna (bandiera)      | G     | Xavi Forcada             |  | 195  |  |
| 15 | Spagna (bandiera)      | AP    | Lucio Angulo             |  | 198  |  |
| 16 | Spagna (bandiera)      | C     | Roger Fornás             |  | 203  |  |

### 2011-2012
|    | Naz.                   | Ruolo | Sportivo                         | Anno | Alt. | Peso | Note |
| -- | ---------------------- | ----- | -------------------------------- | ---- | ---- | ---- | ---- |
| 5  | Stati Uniti (bandiera) | C     | Leon Williams                    | 1986 | 203  |      |      |
| 6  | Spagna (bandiera)      | AC    | José Angel Antelo Paredes        | 1987 | 206  |      |      |
| 7  | Spagna (bandiera)      | G     | Pedro Jeronimo Robles Rey        | 1977 | 192  |      |      |
| 8  | Spagna (bandiera)      | C     | Juan Sanguino Valverde           | 1980 | 206  |      |      |
| 9  | Spagna (bandiera)      | P     | Daniel Rodriguez Garcia          | 1984 | 182  |      |      |
| 11 | Slovacchia (bandiera)  | AC    | Justin Sedlak                    | 1987 | 205  |      |      |
| 13 | Spagna (bandiera)      | P     | Xavier Forcada Sanchez           | 1988 | 195  |      |      |
| 18 | Spagna (bandiera)      | P     | Carlos Roman Cherry Gonzalez     | 1979 | 184  |      |      |
|    | Spagna (bandiera)      |       | Sergio Olmo Pardo                | 1986 | 213  |      |      |
|    | Spagna (bandiera)      |       | Francisco Javier Sanchez Jimenez | 1979 | 202  |      |      |

## Cestisti
- Dan Cage 2008-2009